# Корейское центральное телевидение
Корейское центральное телевидение (кор. 조선중앙텔레비죤?, 朝鮮中央텔레비죤?) — государственный информационный канал КНДР с центром вещания из Пхеньяна. Один из официальных источников новостей для граждан КНДР. Начал вещание в 1963 году.

## Зона вещания
Корейское центральное телевидение является общегосударственным телеканалом в КНДР, имеющим передатчики во всех крупных городах КНДР, а также распространяется через северокорейскую Netflix-подобную сеть IPTV «Манбан» на 1-й кнопке раздела "Эфирное вещание". За рубежом Корейское центральное телевидение можно также «поймать», имея специальное оборудование, со спутника «Thaicom 5» в Азии, Австралии, на Ближнем Востоке и во многих частях Африки и Европы. Для американских зрителей ретрансляция сигнала ведётся через спутник Intelsat-21, а для Республики Корея — по закрытой подпискe через спутник Koreasat-5. Стоимость подписки для южнокорейских зрителей на апрель 2019 года — 44,5 тысячи южнокорейских вон в месяц (около 32 долларов США по курсу 2025 года).
Выпуски новостей, а также некоторых программ и специальных трансляций канала регулярно публикуются в YouTube в специализированных аккаунтах, в 2016 и 2017 годах проводился эксперимент с организацией онлайн-стрима ежедневного эфира в YouTube, неоднократно прерывавшийся блокировками за «нарушение принципов сообщества».
С мая 2022 года канал вещает каждый день с 9:00 до 22:30 по пхеньянскому времени. До этого существовал следующий распорядок: по будням и субботам с 15:00 до 22:40; по воскресеньям, в дни государственных праздников, а также 1-го, 11-го и 21-го числа месяца с 9:00 до 22:30. В ночь с 31 декабря на 1 января вещание продолжается до 1:00.

## Хронология развития
- 1 сентября 1953 года — после окончания Корейской войны создана Пхеньянская вещательная система.
- 1 сентября 1961 года — переименование в Центральную телевещательную систему, начало тестового вещания. Продолжительность эфирного времени - 1 час в неделю (по воскресеньям утром).
- 3 марта 1963 года — начало регулярного вещания. Первоначально канал вещал 2 часа в день (с 19:00 до 21:00 по пхеньянскому времени), позднее эфирное время расширено до 4-6 часов в день.
- 1 октября 1970 года — первая прямая трансляция на телевидении КНДР. Транслировался 5-й конгресс Трудовой партии Кореи.
- 3 января 1971 года — канал получил современное название "Корейское центральное телевидение".
- 1 июля 1974 года — первый цветной эфир телеканала. Окончательный переход на цветное вещание произведен 1 сентября 1977 года.
- 1 марта 1981 года — запущено воскресное и праздничное вещание.
- Март-октябрь 2012 года — капитальный ремонт и техническое переоснащение новостной студии канала при поддержке Центрального телевидения Китая[4].
- 6 июня 2013 года КЦТВ запустило своё онлайн-вещание на странице в сети Facebook,[5] но через несколько дней после запуска официальное сообщество канала было закрыто. Повторный выход телеканала в Facebook состоялся в декабре 2013 года. Также, в 2013—2014 годах функционировал полуофициальный веб-сайт Корейского центрального телевидения[6], разработанный Пхеньянским компьютерным центром. На этом сайте планировалось запустить официальный интернет-трансмиттер телеканала.
- 19 января 2015 года КЦТВ запустило цифровое спутниковое вещание в стандарте HD[7].
- 4 декабря 2017 года — переход на формат вещания 16:9 1080i, однако некоторые потоки продолжают вещание в формате 4:3 Letterbox до сих пор.
- 26—27 августа 2020 года — в связи с обрушением тайфуна «Бави» на КНДР телеканал впервые отклонился от привычной сетки вещания и провёл вещание без ночного перерыва. Каждые 20-30 минут вплоть до утра 27 августа в течение дня передавались короткие экстренные выпуски новостей и прямые включения из метеорологического центра. После 5:00 в эфире появились первые новостные сюжеты о повреждениях в результате тайфуна, причём репортёры находились прямо в кадре, что также нетипично для телевидения КНДР[3].
- Май 2022 года — в связи с ухудшением эпидемиологической ситуации в КНДР Корейское центральное телевидение переходит на ежедневную работу по расписанию воскресенья (9:00—22:30 по пхеньянскому времени). По состоянию на апрель 2024 года данный режим работы сохраняется[8].

## Позиция
КЦТВ строит свои новостные выпуски и сетку вещания на основе пропаганды и проводит среди населения своеобразную политинформацию. Репортажи часто сфокусированы на истории и достижениях КНДР, темах, связанных с Трудовой Партией Кореи и армией, а также действиями нынешнего лидера Ким Чен Ына. Идеи чучхе также пропагандируются в эфире. Иногда показываются фильмы, музыкальные и театральные программы.
В дни национальных праздников КНДР и особых событий бывает специальная программа, более торжественная и красочная.

## Стандартная программа передач (с 2017 по 2022 год)
| PYT           | Программа | Стандартная продолжительность эфирного времени |
| ------------- | --- | ---------------------------------------------- |
| 14:30 — 15:00 | Включение телевизионной испытательной таблицы (глубокая модификация таблицы Philips PM5544 для формата 4:3, Philips PM5644 для 16:9). На ней отображены настроечные часы с силуэтом горы Пэктусан и полным корейским названием телеканала, а также проигрывается классическая музыка или патриотические песни КНДР. За минуту до начала трансляции включаются позывные, аналогичные тем, что используются в начале эфира радиостанции «Голос Кореи». | 30 минут                                       |
| 15:00-15:10   | Начало эфира: заставка с гимном КНДР, приветствие диктора, инструментальными версиями «Песни о полководце Ким Ир Сене» и «Песни о полководце Ким Чен Ире», программа передач. | 10 минут                                       |
| 15:10-17:00   | Документальные фильмы | 1 час 50 минут                                 |
| 17:00-17:10   | Новости (보도) | 10 минут                                       |
| 17:10-17:20   | Обзор прессы (오늘호 중앙신문개관) | 10 минут                                       |
| 17:20-18:00   | Программы для детей, мультфильмы | 40 минут                                       |
| 18:00-20:00   | Документальные фильмы и другие программы (комедии, теле-эстрада или юмористические передачи) | 2 часа                                         |
| 20:00-20:20   | Вечерние новости (보도) | 20 минут                                       |
| 20:20-20:30   | Прогноз погоды (날씨). Сообщается об атмосферных фронтах над корейским полуостровом и температуре и осадках в Пхеньяне, Пэктусанском тайном лагере, Хесане, Канге, Чхонджине, Хамхыне, Вонсане, Синыйджу, Пхёнсоне, Саривоне, Хэджу и Кэсоне. | 10 минут                                       |
| 20:30-22:00   | Художественные фильмы | 90 минут                                       |
| 22:00-22:15   | Итоговый выпуск новостей (오늘의 보도중에서) | 15 минут                                       |
| 22:20-22:30   | Прогноз погоды (날씨). | 10 минут                                       |
| 22:30-22:35   | Музыкальные клипы | 5 минут                                        |
| 22:35-22:40   | Программа передач на следующий день, прощание диктора, окончание эфира (флаг КНДР и песня «Наша сияющая Родина») | 5 минут                                        |
| 22:40-14:29   | Перерыв в вещании | 16 часов 49 минут                              |

Во время COVID-19 начало вещания сместилось с 15:00 дня на 9:00 утра (во время особых праздников - 8:00 утра)
Во время вещания Чемпионата мира по футболу канал вещает 24 часа в сутки.
До 2012 года основным фоном заднего плана новостной студии являлись рисованные плакаты, из них наиболее часто употреблявшийся — панорама реки Тэдонган в Пхеньяне. В сентябре 2012 года при поддержке Центрального телевидения Китая был проведён капитальный ремонт новостной студии, плакаты заменены на LCD-панель с анимированной картой мира, на которой подсвечивается территория КНДР, установлены интерактивные экраны для иллюстрирования новостей.